# Município de Brady (condado de Williams, Ohio)
Localização do Ohio nos E.U.A.
O município de Brady (em inglês: Brady Township) é um município localizado no condado de Williams no estado estadounidense de Ohio. No ano 2010 tinha uma população de 2602 habitantes e uma densidade populacional de 35,06 pessoas por km².

## Geografia
O município de Brady encontra-se localizado nas coordenadas 41° 33′ 47″ N, 84° 25′ 36″ O. Segundo a Departamento do Censo dos Estados Unidos, o município tem uma superfície total de 74.21 km², da qual 74,13 km² correspondem a terra firme e (0,1 %) 0,08 km² é água.

## Demografia
Segundo o censo de 2010, tinha 2602 pessoas residindo no município de Brady. A densidade de população era de 35,06 hab./km².